# UDP-N-acetilglukozamin—lizozomalni-enzim N-acetilglukozaminfosfotransferaza
UDP-N-acetilglukozamin—lizozomalni-enzim -acetilglukozaminfosfotransferaza (EC 2.7.8.17, -acetilglukozaminilfosfotransferaza, UDP--acetilglukozamin:lizozomalni enzim -acetilglukozamin-1-fosfotransferaza, UDP-GlcNAc:glikoprotein N-acetilglukozamin-1-fosfotransferaza, uridin difosfoacetilglukozamin-lizozomalni enzim prekurzor acetilglukozamin-1-fosfotransferaza, uridin difosfoacetilglukozamin-glikoprotein acetilglukozamin-1-fosfotransferaza, lizozomalni enzim prekurzor acetilglukozamin-1-fosfotransferaza, N-acetilglukozaminilna fosfotransferaza, UDP-acetilglukozamin:lizozomalni enzim -acetilglukozamin-1-fosfotransferaza, UDP-GlcNAc:lizozomalni enzim -acetilglukozamin-1-fosfotransferaza, UDP--acetilglukozamin:glikoprotein -acetilglukozamin-1-fosfotransferaza, UDP--acetilglukozamin:glikoprotein -acetilglukozaminil-1-fosfotransferaza) je enzim sa sistematskim imenom UDP-N-acetil--glukozamin:lizozomalni-enzim -acetilglukozaminfosfotransferaza. Ovaj enzim katalizuje sledeću hemijsku reakciju
UDP--acetil--glukozamin + lizozomalni-enzim D-manoza {\displaystyle \rightleftharpoons } UMP + lizozomalni-enzim N-acetil--glukozaminil-fosfo-D-manoza
Neki drugi glikoproteini sa visokim sadržajem manoze mogu da budu akceptori.

## Literatura
- Nicholas C. Price; Lewis Stevens (1999). Fundamentals of Enzymology: The Cell and Molecular Biology of Catalytic Proteins (Third изд.). USA: Oxford University Press. ISBN 019850229X.
- Eric J. Toone (2006). Advances in Enzymology and Related Areas of Molecular Biology, Protein Evolution (Volume 75 изд.). Wiley-Interscience. ISBN 0471205036.
- Branden C; Tooze J. Introduction to Protein Structure. New York, NY: Garland Publishing. ISBN 0-8153-2305-0.
- Irwin H. Segel. Enzyme Kinetics: Behavior and Analysis of Rapid Equilibrium and Steady-State Enzyme Systems (Book 44 изд.). Wiley Classics Library. ISBN 0471303097.

## Spoljašnje veze
- UDP-N-acetylglucosamine---lysosomal-enzyme+N-acetylglucosaminephosphotransferase на 